# Рассвет 15 августа
«Рассвет 15 августа» яп. 黎明八月十五日: рэймэй хатигацу дзюгонити, англ. Dawn Fifteen of August — японский чёрно-белый фильм, снятый в жанре военной драмы в 1952 году, постановщиком которого выступил один из видных представителей независимого кинематографа Хидэо Сэкигава. Фильм основан на фактическом событии: в день 15 августа, когда японский Император собирается сделать объявление о капитуляции, группа военных фанатиков, пытающихся продолжить войну, на рассвете совершают государственный переворот.

## Сюжет
Июль 1945 года. Япония стонет от гнёта военщины, от ужасов войны, которые с каждым днём всё тяжелее отражаются на жизни людей. Герой фильма — молодой журналист Саэки, страдающий от того, что действительность противоречит его чувству справедливости, писатель Ёсида, идеалы которого рушатся вместе с крахом Японии, его дочь Кимико, над которой надругались безжалостные жандармы, солдат второго разряда Ямада, который дезертировал из армии и скрывается от жандармерии. С трудом добирается Ямада до своего дома, но жандармы убивают его на глазах жены и детей. Сброшена атомная бомба на Хиросиму. Народ гонят на смерть под лозунгами: «Долой решающее сражение на Японских островах», «Стомиллионный японский народ предпочтёт славную смерть позору поражения».
Наступает день 15 августа. Япония проиграла войну. Растоптаны все идеалы прошлого, люди переживают душевную депрессию. Однако на рассвете этого дня группа военных фанатиков, пытающихся продолжить войну, незадолго до объявления Императором о капитуляции совершают государственный переворот.
Но на выжженных улицах слышны весёлые песни детишек. В Японии начинается рассвет.

## В ролях
- Каппэй Мацумото — Хаяси
- Эйдзи Окада — Саэки, журналист
- Акитакэ Коно — Дзюнкити Ёсида, писатель
- Яцуко Танъами — Цуруко Сасаки
- Кёко Кагава — Кимико Сасаки, дочь Ёсиды и Сасаки
- Киндзо Син — солдат второго разряда Ямада
- Хатаэ Киси — Рёко Ямада
- Токуэ Ханасава — Томэ-сан
- Харуко Тода — Кэн-сан
- Масао Мисима — Тояма-сан
- Сюнтаро Эми — Каяма

## Премьеры
- — национальная премьера фильма состоялась 1 мая 1952 года[1].